# Élément génétique mobile

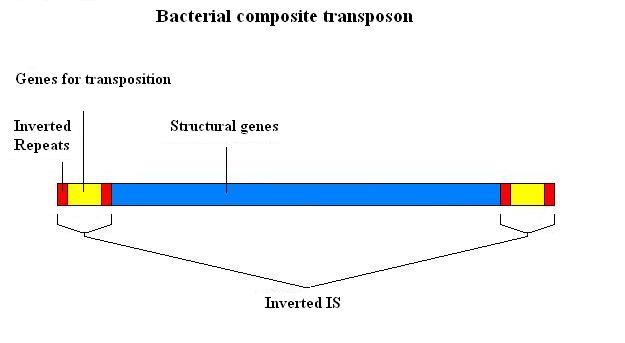
Composite transposon.

Un élément génétique mobile est un segment du génome dont la position n'est pas fixe. Ces éléments ont été découverts par la cytogénéticienne américaine Barbara McClintock, qui a obtenu pour cela le prix Nobel de physiologie ou de médecine en 1983. Il en existe une grande variété, notamment :
- éléments transposables, dont :
  - les rétrotransposons ;
  - les transposons ;
  - les séquences d'insertion ;
- les plasmides ;
- les éléments de bactériophages tels que le bactériophage Mu (en), qui s'insèrent aléatoirement dans le génome ;
- les introns du groupe I (en) ;
- les introns du groupe II (en).
- Les ICEs, pour Integrative and Conjugative Elements
- Les IMEs, pour Integrative and Mobilizable Elements

Les éléments génétiques mobiles jouent un rôle critique dans la diffusion des facteurs de virulence (par exemple des exotoxines et des exoenzymes) et des gènes de résistances aux antibiotiques au sein des populations de bactéries. Certaines stratégies visant à combattre les infections bactériennes prennent pour cible ces éléments génétiques mobiles.